# سمیر عبدالهادی
سمیر عبدالهادی (انگلیسی: Samir Abdulhadi؛ –) یک تاجر است. او همچنین رئیس فعلی اواس‌ان است